# Walter Verheyen
Walter Norbert Verheyen (* 15. Dezember 1932 in Wilrijk, Belgien; † 29. Dezember 2005 in Edegem, Belgien) war ein belgischer Mammaloge. Sein Forschungsschwerpunkt war die afrikanische Kleinsäugerfauna.

## Leben
Nach einem Zoologiestudium an der Universität Gent promovierte Verheyen 1959 mit der Dissertation Bijdrage tot de Craniologie van de Primaten Gattungen Colobus Illiger 1911 en Cercopithecus Linnaeus 1758 (Beitrag zur Kraniologie der Primatengattungen Colobus Illiger 1911 und Cercopithecus Linnaeus 1758) zum Doktor der Wissenschaften. 1958 wurde er Forschungsassistent am Königlichen Museum für Zentral-Afrika in Tervuren. Von 1962 bis 1965 lehrte er an der Universität Gent. 1965 wurde er Professor am Rijksuniversitair Centrum Antwerpen (heute Universität Antwerpen). Verheyen war Mitglied in mehreren Fachgesellschaften, Redaktionsmitglied zahlreicher Fachzeitschriften sowie Vorsitzender und Direktor von Laboratorien und nationalen Kommissionen in den Bereichen Zoologie, Naturschutz und Biologie. Er organisierte zahlreiche wissenschaftliche Expeditionen, darunter nach Zaire, Togo, Elfenbeinküste, Kamerun, Marokko, Algerien, Südafrika, Ghana, Ruanda, Burundi, Gabun, Tansania, Kenia und Papua-Neuguinea. Ende der 1980er Jahre arbeitete Verheyen als Leiter eines belgischen Forschungsprojekts über Nagetiere in Tansania. Verheyen beschrieb mehrere neue Nagetierarten aus Gattungen der Bürstenhaarmäuse (Lophuromys), Zottigen Sumpfratten (Dasymys), Mäuse (Mus) und der Afrikanischen Weichratten (Praomys), die beiden Spitzmausarten Crocidura desperata und Sylvisorex vulcanorum sowie Unterarten der Eulenkopfmeerkatze (Cercopithecus hamlyni kahuziensis), des Angola-Stummelaffen (Colobus angolensis prigoginei), der Diademmeerkatze (Cercopithecus mitis heymansi) und des Zentralafrikanischen Stummelaffen (Piliocolobus foai parmentierorum). Verheyens erste, im Jahr 1957 veröffentlichte, Monografie Bijdrage tot de Craniometrie van Colobus badius (Kerr 1792) beschäftigt sich mit der Schädelvielfalt bei Stummelaffen (Colibini). Diese Monographie beinhaltet eine umfangreiche morphologische und morphometrische Studie über die Stummelaffen des Kongobeckens, insbesondere eine Besprechung der Ergebnisse im Hinblick auf die Phylogenie, Taxonomie und Biogeographie. Dafür untersuchte Verheyen 115 Schädel aus dem Königlichen Museum für Zentral-Afrika und dem Museum für Naturwissenschaften, betrachtete 69 Schädeldurchmesser und beschrieb die morphologische Variation der wichtigen strukturellen Bereiche wie die Oberflächen der Stirnnaht und der Schädelkapsel. 1962 veröffentlichte Verheyen in seinem Buch Contribution a la craniologie comparee des Primates. Les genres Colobus Illiger 1811 et Cercopithecus Linne 1758 eine umfangreiche Untersuchung über die Unterschiede zwischen Stummelaffen und Meerkatzen. In diesem Werk betrachtet er die breite taxonomische Variation der Gattungen Colobus und Cercopithecus mit einem großen System von Messdaten, um Vergleiche hinsichtlich des Sexualdimorphismus, der Phylogenese und der Ontogenese anzustellen. Für diese Studie wurden Schädel von 1085 ausgewachsenen und 303 heranwachsenden Tieren analysiert, die von Sammlungen aus Museen in Brüssel, Tervuren, London, New York City, Birchington-on-Sea, Paris, Leiden, Gent und Berlin stammen. Neben seiner Arbeit mit Säugetieren schrieb Verheyen ein Buch über den Kongopfau.

## Dedikationsnamen
2001 ehrten Rainer Hutterer, Patrick Barriere und Marc Colyn Verheyen mit dem Epitheton der Kleinen Kongo-Spitzmaus (Congosorex verheyeni). 2008 benannten Violaine Nicolas, Wim Wendelen, Patrick Barriere, Akaibe Dudu und Marc Colyn das Taxon Hylomyscus walterverheyeni aus der Gattung der Afrikanischen Waldmäuse (Hylomyscus) nach Verheyen. Im Jahr 2009 wurde Graphiurus walterverheyeni aus der Gattung der Afrikanischen Bilche (Grahiurus) nach Verheyen benannt. 2010 benannte Erik Verheyen den Verheyen-Ducker (Philantomba walteri) nach seinem Vater, der diese Art im Jahr 1968 in Togo entdeckt hatte.